# 犬颌兽小目
犬颌兽小目（学名：Cynognathia）是犬齒獸亞目的一個演化支，生存於三疊紀早期到白堊紀早期，目前已在南美洲、南極洲、非洲南部等地發現化石。最著名的物種是犬頜獸，但犬頜獸是相當原始的犬颌兽小目，而且是肉食性動物，與大多數犬颌兽小目不同。犬颌兽小目的外表非常類似哺乳動物。犬颌兽小目有數個共有衍徵，例如顴弧（Zygomatic arch），位置相當於眼眶中央以上。

## 分类
- 犬齒獸亞目 Cynodontia
  - 真犬齒獸下目 Eucynodontia
    - 犬颌兽小目 Cynognathia
      - 犬頜獸科 Cynognathidae
      - †演化支 Gomphodontia
        - †冕齿兽科 Diademodontidae
        - †科 Trirachodontidae
        - †横齿兽科 Traversodontidae